# Тунис на юношеских Олимпийских играх
Тунис принимает участие в юношеских Олимпийских играх: в летних Играх — начиная с Игр 2010 года, в зимних Играх — на настоящее время не принимал участия ни разу.
Спортсмены Туниса на всех юношеских Олимпийских играх выиграли в сумме 5 медалей, из них 1 золотую, все медали завоёваны на летних Играх; в неофициальном медальном зачёте спортивная делегация Туниса занимает 72-е место.

## Медальный зачёт

### Медали на летних юношеских Олимпийских играх
| Игры              | Участников | Золото | Серебро | Бронза | Всего | Место |
| 2010 Сингапур     | 24         | 0      | 0       | 0      | 0     | —     |
| 2014 Нанкин       | 50         | 0      | 1       | 1      | 2     | 64    |
| 2018 Буэнос-Айрес | 38         | 1      | 1       | 1      | 3     | 52    |
| Всего             | Всего      | 1      | 2       | 2      | 5     | 70    |